# Тет (річка)
Тет (кат. Tet) — найбільша річка в Руссільйоні, історичному регіоні на південному сході Франції. Довжина річки - 116 км. Ця річка бере свій початок біля піку Карліт в Піренеях. Вона перетинає департамент Східні Піренеї (Північна Каталонія) із заходу на схід і впадає у Середземне море біля міста Перпіньян. 

## Населені пункти вздовж річки
- Мон-Луї (фр. Mont-Lluis, кат. Montlluís)
- Олетт (фр. Oleta, кат. Oleta i Èvol)
- Вільфранш-де-Конфлан (фр. Villefranche-de-Conflent, кат. Vilafranca de Conflent)
- Прад (фр. Prades, кат. Prada de Conflent)
- Перпіньян (фр. Perpignan, кат. Perpinyà)